# Джон Кид
Джон Кид (на английски: John Kidd, роден на 10 септември 1775 в Уестминстър, починал 7 септември 1851) е английски лекар, химик и геолог.
От 1822 г. Кид е професор по Медицина в Оксфордския университет като заместник на Сър Кристофър Пег. През същата година е избран за член на Британското кралско научно дружество.

## Трудове
- Outlines of Mineralogy. 1809
- A Geological Essay on the Imperfect Evidence in Support of a Theory of the Earth. 1815
- The second Bridgewater Treatise: On the Adaptation of External Nature to the Physical Condition of Man. 1833